# Astrid Springer
Astrid Springer (* 4. Juli 1950 in Bad Homburg vor der Höhe) ist eine deutsche Juristin und Journalistin. Seit 1985 arbeitet sie als Hörfunk-Journalistin für die ARD mit dem Schwerpunkt Rechts- und Gesellschaftspolitik.

## Leben
Astrid Springer studierte Jura an der Universität Hamburg und legte beide Staatsexamen ab. Im Rahmen des Referendariats absolvierte sie einen sechsmonatigen Auslandsaufenthalt an der Deutsch-Kanadischen Industrie- und Handelskammer in Toronto, Kanada.
In den Jahren 1979 bis 1980 war Astrid Springer beruflich als Assessorin tätig, zuletzt im Bundesernährungsministerium in Bonn. Ihr Fachgebiet lag auf dem „Washingtoner Artenschutzübereinkommen“. Dieses umfasst den Schutz von Tier- und Pflanzenarten, die durch den internationalen Handel gefährdet sind.
Von 1981 bis 1983 absolvierte sie ein „Aufbaustudium Journalistik“ mit Nebenfach Germanistik an der Universität Mainz, wo sie Stipendiatin von Elisabeth Noelle-Neumann war.
Als Hörfunkjournalistin berichtete Astrid Springer von 1985 bis 1986 vom Bundesgerichtshof in Karlsruhe und vom Bundesverfassungsgericht.
Im Laufe ihrer Berufstätigkeit kristallisierte sich die „strukturelle Diskriminierung“ von Müttern als Schwerpunkt ihrer Arbeit heraus.
Heute arbeitet Astrid Springer als Volljuristin für Frauenrechte und als freiberufliche Journalistin, vor allem für den Hörfunk der ARD. Ihr Schwerpunkt liegt auf der Rechts- und Gesellschaftspolitik, insbesondere auf der Rolle der Frau in Recht und Gesellschaft. Sie veröffentlicht Artikel in Tageszeitungen und Fachzeitschriften und hält Vorträge. Sie lebt und arbeitet in der Hansestadt Hamburg.

## Engagement
Seit den 1980er Jahren setzt sich Astrid Springer für die Rechte von Frauen und für Anti-Diskriminierung ein. In ihrer Berichterstattung begleitet sie gesellschaftspolitische Entwicklungen, oft mit Bezug zum Grundgesetz und setzt sich kritisch mit ihnen auseinander.
Zur Aufklärung und Informationsbeschaffung betreibt sie auf ihrer Homepage ein kostenfreies Online-Hörfunk-Archiv zu den Themen Gleichstellung und Antidiskriminierung, Betreuungsrecht, Familienrecht (insbesondere Ehe, Scheidung und Unterhalt), elterliche Sorge und Kindesschutz, Europarecht, Familien- und Erwerbsarbeit, Gesellschaftspolitik, Rolle der Frau in der Gesellschaft, Gesundheitspolitik,  Hartz-IV-Gesetze, Migration, Tierschutz und Sicherheitspolitik.

## Auszeichnungen und Nominierungen
Für ihre Arbeit erhielt sie diese Auszeichnungen:
- 1991: Caritas-Journalistenpreis des Landes Baden-Württemberg für ihre Sendung im Süddeutschen Rundfunk über „Gewalt gegen alte Menschen im Heim und in der Familie“[1]
- 1993: Elisabeth-Selbert-Preis des Landes Hessen für ihre Sendung im Hessischen Rundfunk über „Obdachlose Frauen“
- 1997: Pressepreis des Deutschen Anwaltvereins für ihre Sendung im Hessischen Rundfunk „Die Familie – ein Bericht vom Gegensatz zwischen Recht und Realität“[2]
- 2014: Juliane Bartel Medienpreis des Landes Niedersachsen für ihre Sendung in Radio Berlin Brandenburg „Trotz Berufstätigkeit arm im Alter“[3]
- 2017: 2. Preis des Aeternitas-Journalistenwettbewerbs „Friedhof heute“[4] mit dem Beitrag: „,Sein Leben war Musik. Ihr Leben war Arbeit‘ – Vom kleinen Unterschied zwischen Männern und Frauen in der Bestattungskultur“

Weiterhin wurde Astrid Springer für folgende Preise nominiert:
- 1995: Pressepreis Deutscher Anwaltverein für die Sendung „Der Aufbau der Justiz in den neuen Bundesländern am Beispiel des Langerichtes Neubrandenburg“
- 2006: Juliane Bartel Medienpreis für die Sendung „Warum Frauen in Deutschland kaum noch Kinder kriegen“
- 2007: Juliane Bartel Medienpreis für die Sendung „Nur ein Sturm im Wasserglas? Elisabeth Selberts Kampf um die Gleichberechtigung“

## Hörfunk-Beiträge (Auswahl)
- 2017: Migration und Familienrecht – neue Herausforderungen für das deutsche Recht?[5]
- 2016: Das Recht und die Frauen. Sexismus vor und hinter den Schranken des Gerichts.[6]
- 2016: Viel erreicht und noch viel zu tun – zehn Jahre Allgemeines Gleichbehandlungsgesetz (AGG).[7]
- 2015: Das Wechselmodell. Werden die Väter beim Unterhalt benachteiligt?[8]
- 2014: Ausfallbürge Jugendamt? Kindesvernachlässigung in Deutschland.[9]
- 2014: Trotz Berufstätigkeit arm im Alter. Hintergründe und Erfahrungen.[10]
- 2013: Bilanz mit gemischten Gefühlen – das Betreuungsrecht 20 Jahre nach seinem Inkrafttreten.[11]
- 2011: Tiere ohne Schutz. Massentierhaltung in Deutschland.[12]